# لوسيان بربور
لوسيان بربور (بالإنجليزية: Lucien Barbour)‏ هو محامي وسياسي أمريكي، ولد في 4 مارس 1811 في كانتون في الولايات المتحدة، وتوفي في 19 يوليو 1880 في إنديانابوليس في الولايات المتحدة. حزبياً، نشط في الحزب الجمهوري. وقد انتخب عضو مجلس النواب الأمريكي.